# Фостер проти British Gas plc
Фостер проти British Gas plc (C-188/89) — знакова справа щодо права Європейських Спільнот, що стосується визначення «держави» з метою визначення того, які організації в приватному чи державному секторі можна вважати органом держави. Суд Справедливости вважав державою будь-який прояв чи організацію під контролем центрального уряду.
У попередній справі «Чандлер проти директора державного обвинувачення», лорд Рейд вважав, що держава є синонімом «організованої спільноти», і, за словами лорда Девліна, це означає «органи уряду національної спільноти».

## Зміст
Місіс Фостер була змушена піти на пенсію з British Gas, коли їй виповнилося 60 років, тоді як чоловіки могли продовжувати роботу до 65 років. У той час British Gas була націоналізованою галуззю (до приватизації відповідно до Закону про газ 1986 року), і вона та ще чотири жінки стверджували, що це була незаконна дискримінація за ознакою статі, що суперечило Директиві про рівне ставлення (тоді 76/207/ЄЕС, а тепер перероблено в 2006/54/ЄС). Оскільки директиви в принципі зобов’язують лише державу-члена, до якої вони адресовані, для того, щоб висунути прямий позов проти свого роботодавця, пані Фостер потрібно було довести, що British Gas є частиною держави. Вона стверджувала, що це тому, що члени правління British Gas були призначені міністром уряду Сполученого Королівства (держсекретарем), який також міг надавати правлінню різні вказівки та інструменти. Крім того, правління повинно було подавати періодичні звіти державному секретарю.

## Судове рішення

### Суд Справедливости
Суд Справедливости постановив, що рішення щодо будь-якої сукупности фактів щодо того, що є частиною держави, в принципі має залишатися на розгляд судів держави-члена. Загальні вимоги полягали б у тому, що організація мала бути підпорядкована владі чи контролю з боку держави, незалежно від її юридичної форми та в державних чи приватних руках.
18. ... безумовні та достатньо чіткі положення Директиви можна було б застосувати проти організацій чи органів, які підпорядковувалися чи контролювали державу або мали спеціальні повноваження, окрім тих, що випливають із звичайних правил, що застосовуються до відносин між особами.

19. Таким чином, суд постановив, що на положення Директиви можна посилатися проти податкових органів... місцевих або регіональних органів влади... конституційно незалежних органів влади, відповідальних за підтримання громадського порядку та безпеки... та державних органів, що надають послуги з охорони здоров'я...

20. Звідси випливає... що орган, незалежно від його юридичної форми, на який згідно із заходом, ухваленим державою, було покладено відповідальність за надання публічної послуги під контролем держави і який має для цієї мети особливі повноваження, окрім тих, що випливають із звичайних правил, що застосовуються у відносинах між особами, включено... до органів, проти яких можна посилатися на положення директиви, яка може мати пряму дію.

### Палата лордів
Жінки звернулися до Палати лордів. У той же час Суд Справедливости постановив, що стаття 5(1) може бути використана проти будь-кого, хто відповідає за надання публічної послуги. Вирішив, задовольняючи апеляцію, що корпорація є органом, проти якого може застосовуватися ст.5(1); справа буде передана для оцінки компенсації (Foster v British Gas Plc (C-188/89) [1991] 1 QB 405 затверджено).